# Malcolm Harbour
Malcolm Harbour (født 19. februar 1947) er siden 1999 britisk medlem af Europa-Parlamentet, valgt for Konservative Parti (UK) (indgår i parlamentsgruppen ECR).